# Enriqueta Capdevila
Enriqueta Capdevila Gras (Reus, Tarragona, 15 de julio de 1934-11 de marzo de 2019), fue una maestra, pedagoga y catequista española.

## Biografía

### Actividad docente
En 1960, comenzó a trabajar de maestra en la filial número uno del Instituto Femenino Maragall, vinculado a la parroquia del Sagrado Corazón de Poblenou (Barcelona). Posteriormente en la Escuela Betania/Patmos, hasta que Joan Bada, delegado de Enseñanza del Arzobispado de Barcelona, la nombró directora de la Escuela IPSE, en la calle Casanova. Allí dio un empuje importante a este centro perteneciente a la parroquia de la Virgen del Pilar, donde ejerció la dirección hasta su jubilación en 2000.
Colaboró durante muchos años  con el Secretariado Interdiocesano de Cataluña y las Islas Baleares, siendo la primera mujer que dio clases -de psicología- en el Seminario de Barcelona. Impartió conferencias de Cuaresma en Montserrat y en el Foro Vida y Evangelio, que reunía periódicamente a los grupos más progresistas de la Iglesia católica en Cataluña.

### Actividad catequética
Formó parte del equipo liderado por Joan Bada y Elias, delegado episcopal de enseñanza y catequesis (1973-1980) junto con el monje de Montserrat Lluís Duch Álvarez y el biblista Javier Velasco Yeregui. Trabajaron juntos durante muchos años en una propuesta de cultura religiosa en las escuelas.
Entre 1985 y 1990 fue asesora pedagógica de los libros de texto de EGB en la Editorial Edebé.

## Publicaciones
- Equipo pedagógico de la Escuela Betania de Barcelona y E. Capdevila, Creo en tí, Señor: curso de iniciación a una catequesis de pre-adolescencia para niños y niñas de 10 -11 años (Hogar del Libro, 1967). Este libro fue un referente en la catequesis en las décadas de los sesenta y setenta.
- Manuel Bellmunt y E. Capdevila, Los hombres buscan a Dios (Edebé, 1978), en la colección 'Cultura religiosa'.
- Jesús Ballaz y E. Capdevila, Pájaro del amanecer (Edebé, 1979).
- E. Capdevila, Psicología de la infancia (Facultad de Teología de Cataluña, 1980), en la colección Biblioteca básica del catequista.
- E. Capdevila, El nombre de cada cosa (Hogar del Libro, 1980), en la colección Navidad.
- Departamento de Catequesis de Niños y E. Capdevila, El compromiso de educar el niño en la fe. Un material para hablar de Dios y de los tiempos litúrgicos (Secretariado Interdiocesano de Catequesis SIC, 1994). Colección de cuadernos que ofrecían consejos prácticos a los padres, contenía oraciones sencillas y cuentos para los pequeños, y llevaban por título: El más pequeño de todos (de 0 a 3 años), La familia crece (de 3 a 5 años), y De cara al exterior (de 5 a 7 años)
- Sebastià Taltavull y E. Capdevila, Los primeros años de la vida: la iniciación cristiana de los niños hasta 6 o 7 años (Secretariado Interdiocesano de Catequesis, 2004).
- E. Capdevila, Gira la rueda (Ediciones Zaragoza, 2007), una antología de textos propuestos para narrar cuentos, escuchar y dialogar, con prólogo del jesuita Enric Puig.
- Enric Termes y E. Capdevila, Deje que los niños vengan a mí: la iniciación de los más pequeños en la vida cristiana (CPL, 2013)